# 폴 R. 하우스
폴 R. 하우스 (Paul R. House, 1958년 -)는 미국의 구약 학자, 저자, 그리고 신학교 교수이다. 2012년 미국 복음주의신학회 회장을 역임하였다. 미국 사우스웨스트 침례교신학교에서 B.A.를 미주리 대학교에서 M.A.를 남침례교신학교에서 M.Div.와 Ph.D.를 받았다. 한국에도 신학회의 초청으로 방문하여 강의를 하였다.  
휘튼 대학교에서 구약 교수를 하였고, 2004년부터 비선 신학교(Beeson Divinity School)에서 구약신학을 가르치고 있다.

## 성경해석 방법론
폴 하우스의 방법에 대하여 장세훈 박사는 몇가지로 설명한다. 먼저 그는 예수 그리스도를 믿는 신앙 고백적 신자로서 성경을 고백적, 문학적, 정경적, 신학적 해석을 시도한다. 성경을 해석할 때 성경의 역사적 배경, 문학적 형식 그리고 그 구조를 중요하게 살핀다. 원 독자들에게 전하는 목적을 찾아내는데 치중한다. 그는 성경해석 전체 성경의 관점에서 성경의 본문들을 이해한다. 폴 하우스는 창조로부터 예수 그리스도의 구속을 통해 새 창조로 지향해 나가는 성경 전체의 큰 흐름을 염두에 두고 성경을 해석한다. 어떤 본문이 어떻게 성경 전체의 신학적 혹은 주제적 통일성에 부합하는가에 관심을 갖는다고 한다.

## 작품
- House, Paul R. (1988). 《Zephaniah: A Prophetic Drama》. Journal for the Study of the Old Testament, Supplement Series 69. Decatur, GA: Almond Press. ISBN 0567599264.
- ——— (1995). 《1, 2 Kings》. New American Commentary 8. Nashville, TN: B&H Academic. ISBN 0805401083.
- ——— (1990). 《The Unity of the Twelve》. Library of Hebrew Bible/Old Testament Studies. Sheffield: Sheffield Academic Press. ISBN 0567120759.
- ——— (1998). 《Old Testament Theology》. Downers Grove, IL: Inter-Varsity Press. ISBN 0830815236.[4]
- ———; Thornbury, Greg A. (2000). 《Who Will Be Saved?: Defending the Biblical Understanding of God, Salvation, & Evangelism》. Wheaton, IL: Crossway Books. ISBN 1581341431.
- ——— (2004). 《Lamentations》. Word Biblical Commentary 23b. Nashville, TN: Thomas Nelson. ISBN 0849908256.
- House, Paul R.; Hafemann, Scott J., 편집. (2007). 《Central Themes in Biblical Theology: mapping unity in diversity》. Grand Rapids, MI: Baker Academic. ISBN 080103423X.